# Bcl-2
Регулятор апоптоза Bcl-2 (англ. Apoptosis regulator Bcl-2) — внутриклеточный белковый фактор, основной представитель семейства Bcl-2. 

## Функции
Подавляет апоптоз во многих клеточных системах, включая лимфогематопоэтические и нейрональные клетки. Регулирует клеточную смерть, контролируя проницаемость митохондриальной мембраны. Ингибирует каспазы за счёт предотвращения выхода цитохрома c из митохондрий и/или за счёт связывания фактора, активирующего апоптоз — APAF1.

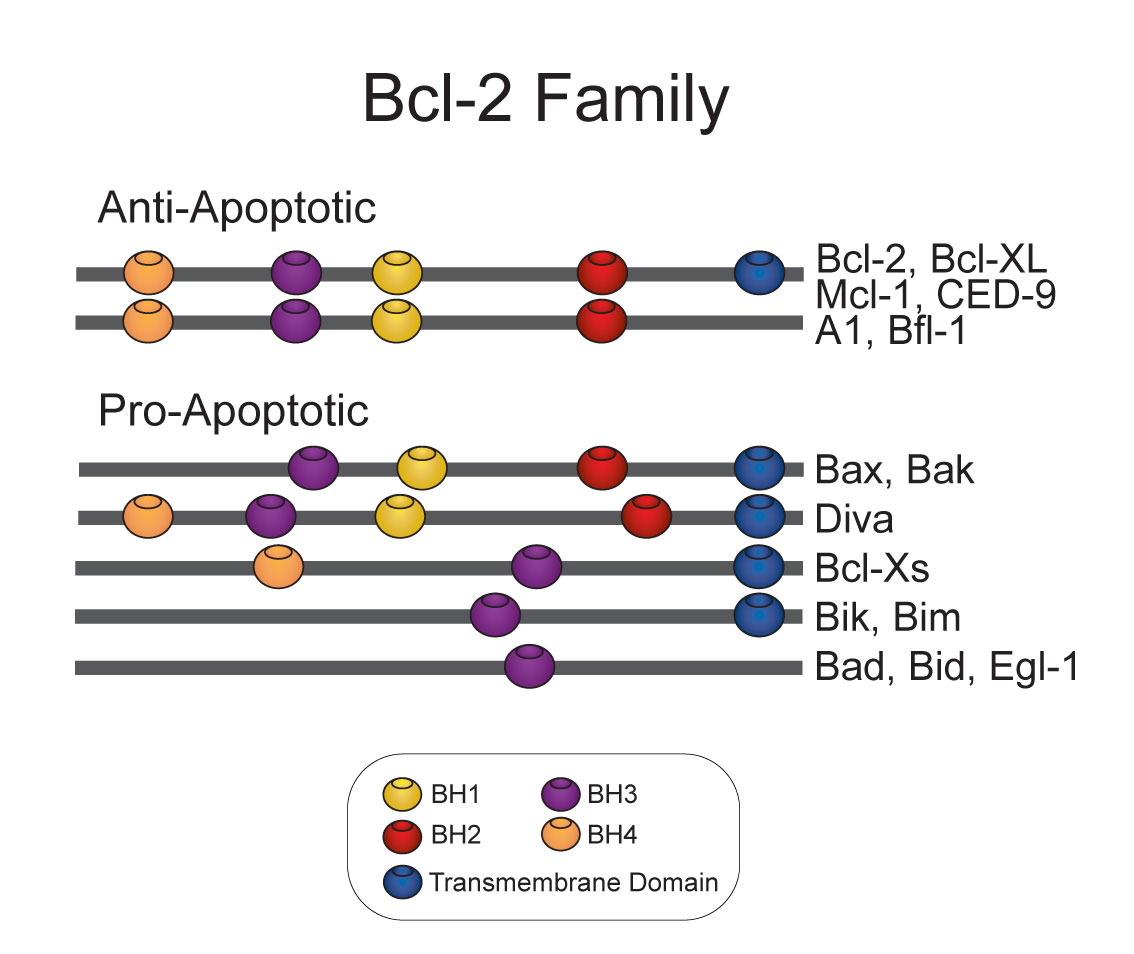
Семейство Bcl-2

Лабораторные мыши, у которых ген BCL2 искусственно инактивирован, характеризуются замедленным ростом и умирают вскоре после рождения. Гематопоэз у таких мышей протекает нормально на ранних стадиях, но тимус и селезёнка подвергаются ярко выраженной апоптотической инволюции. Также у животных развивается почечная недостаточность и нарушается синтез меланина.

## Клиническое применение
BH3-миметик венетоклакс является ингибитором Bcl-2 и используется в терапии хронического лимфолейкоза. Препарат блокирует связывание Bcl-2 с проапоптотическими белками Bax и Bak.